# 津奈木站
津奈木站（日语：／ Tsunagi eki */?）是位於熊本縣葦北郡津奈木町岩城，肥薩橙鐵道線的車站。車站編號為OR11。為津奈木町唯一車站。
此站至鄰站湯浦站之間為雙線，為肥薩橙鐵道線內唯一雙線區間以及兩站之間距離最長。

## 歷史
- 1927年（昭和2年）10月17日 - 鐵道省鹿兒島本線車站啟用。
- 1949年（昭和24年）6月1日 - 日本國有鐵道成立，成為國鐵車站。
- 1961年（昭和36年）10月1日 - 終止貨物起卸業務。
- 1968年（昭和43年）5月23日 - 此站至湯浦站之間成為複線鐵路。月台配置由島式月台改為現時的相對式月台。
- 1970年（昭和45年）9月1日 - 隨著引入CTC，車站成為無人車站。由水俁站管理此站。
- 1987年（昭和62年）4月1日 - 伴隨國鐵分割民營化，車站由九州旅客鐵道（JR九州）營運。
- 1994年（平成6年）4月 - 現時車站大樓竣工。
- 2004年（平成16年）3月13日 - 九州新幹線鹿兒島中央站（當日由西鹿兒島站改名而成）至新八代站之間開業，使鹿兒島本線八代站至川內站之間的鐵路業務由肥薩橙鐵道繼承。

## 車站構造
車站是一座地面車站，設有2面2線的相對式月台。車站大樓內同時設置津奈木町商工會館。此站是無人車站。
在建成現時車站大樓前，在國鐵時代為古老木造車站大樓，在大樓內設有站長事務室，後來改装為咖啡店「停車場」。
在1968年，此站至倉谷號誌站（廢止）之間成為雙線鐵路前，車站設有1面單式月台和1面島式月台，共設有2面3線的混合式月台。
另外，在成為雙線鐵路工程前，此站內至染竹平交道附近並不會通過染竹隧道，走線是沿山邊繞過。在成為雙線鐵路工程之際，為了列車高速化，染竹平交道至此站之間興建染竹隧道，並使用新走線，舊走線現時成為住宅與道路用地。
| 月台 | 路線          | 上下行 | 方向                   | 備註 |
| ---- | ------------- | ------ | ---------------------- | ---- |
| 1    | ■肥薩橙鐵道線 | 上行   | 佐敷、八代、新八代方向 |      |
| 2    | ■肥薩橙鐵道線 | 下行   | 水俁、出水方向         |      |

## 使用狀況
| 1日上下車人次變遷 | 1日上下車人次變遷 |
| 年度              | 1日平均人次       |
| ----------------- | ----------------- |
| 2011年            | 102               |
| 2012年            | 95                |
| 2013年            | 101               |
| 2014年            | 108               |

## 車站周邊
車站周邊均為住宅區，也有農田地帶。國道3號左邊設有產交巴士津奈木站前巴士站。
在肥薩橙鐵道向八代一方會與九州新幹線相交。
- 國道3號
- 津奈木川
- 津奈木町立津奈木小學
- 津奈木町立津奈木中學（日语：津奈木町立津奈木中学校）
- 津奈木共同福利設施
- 綱木美術館（日语：つなぎ美術館）
- 綱木物產藝廊（參與熊本Artpolis（日语：くまもとアートポリス）項目）
- 津奈木溫泉
- 重盤岩
- 重盤岩眼鏡橋（縣指定重要文化財、熊本Artpolis選定現存建築物）
- 津奈木町公所
- 津奈木郵局
- 藥草岳
- 津奈木大橋

湯之兒距離此站約3公里距離，在這之間並沒有任何交通工具連接。
- 湯之兒溫泉（日语：湯の児温泉）
- 湯之兒島
- 湯之兒崎
- 湯之兒海灘
- 湯之兒橋

## 巴士路線
津奈木站前 - 在國道3號。
- 產交巴士
  - 水俁產交（日语：産交バス水俣営業所）（經新水俁站、中央街、水俁站）
  - 水俁產交（經新水俁站、大黑町、水俁站）
  - 水俁港（日语：水俣港）（經新水俁站、大黑町、水俁站）
  - 道之驛田浦（日语：道の駅たのうら）（經佐敷）
  - 綱木溫泉前

另外，水俁市政廳至此站至平國方向設有町營需求巴士。曾經設有經綱木溫泉，前往赤崎、平國、福浦、女島方向的巴士路線，隨著引入需求巴士於2015年9月30日廢止。

## 相鄰車站
肥薩橙鐵道
■肥薩橙鐵道線
■快速「超級橙」（只於星期六日運行）
通過
■快速「快速海洋快車薩摩」（只限4號停站）（只於星期六日運行）、■普通
湯浦（OR10）－（倉谷號誌站（已廢止））－津奈木（OR11）－新水俁（OR12）

## 注腳
1. 1 2  国土数値情報(駅別乗降客数データ)  （页面存档备份，存于） - 國土交通省、2018年3月21日參閲
2. ↑  . 週刊メールマガジン『気になる!くまもと』関連情報サイト. 熊本縣廣報課. 2004-06-10  [2015-09-10]. （原始内容存档于2015-09-10）.
3. ↑  鹿児島本線旧線（津奈木～湯浦） （页面存档备份，存于） - 廢鐵之處女Ⅱ、2016年1月3日

## 外部連結
- 津奈木站（各站資訊） （页面存档备份，存于） - 肥薩橙鐵道